# Holobomolochus wilsoni
Holobomolochus wilsoni är en kräftdjursart som beskrevs av R. Cressey och H. B. Cressey 1985. Holobomolochus wilsoni ingår i släktet Holobomolochus och familjen Bomolochidae. Inga underarter finns listade i Catalogue of Life.